# 維斯塔 (密蘇里州)
維斯塔（英語：Vista）是位於美國密蘇里州聖克萊爾縣的村。

## 人口
根據2020年美國人口普查的數據，維斯塔的面積為0.34平方千米，皆為陸地。當地共有人口36人，而人口密度為每平方千米106人。